# De Israëllobby
De Israëllobby is een boek dat geschreven is door John J. Mearsheimer en Stephen M. Walt uitgegeven door uitgeverij Atlas te Amsterdam en Antwerpen. Het is een vertaling van het in 2007 uitgegeven boek The Israëllobby and U.S. Foreign Policy uitgegeven door Farrar, Strauss & Giroux te New York. Dit boek is een uitwerking van een eerder verschenen artikel in de Atlantic Monthly. Vanwege de felle reacties die het artikel teweegbracht, hebben de auteurs besloten een boekversie van het artikel te schrijven, omdat er door ruimtegebrek veel van de argumentatie verloren zou zijn gegaan.

## Inhoud
De auteurs verdedigen de stelling dat de verregaande steun die de Verenigde Staten bieden aan Israël schadelijk is voor zowel de Verenigde Staten als voor Israël zelf. In het eerste deel van het boek beschrijven de auteurs de redenen voor de steun aan Israël door de VS. De redenen zijn:
- Na de Tweede Wereldoorlog raakt de VS in Israël geïnteresseerd en Israël krijgt in verhouding tot andere landen veel meer hulp. Deze steun is zowel financieel als militair. De VS heeft hiervoor als argument in de jaren zestig en zeventig dat Israël een strategische positie inneemt tegen de Sovjet-Unie. De auteurs kunnen zich deels in deze argumentatie vinden, maar vinden dat dit argument vaak geen steek houdt. In de jaren zeventig had de steun aan Israël een olie-embargo tot gevolg dat de Amerikaanse economie aantastte. Na de Koude Oorlog was hun steun voor Israël vanuit het oogpunt van de buitenlandse politiek ook niet meer nodig. President Bush vond daarom een nieuw argument voor hun hechte relatie en dat is de strijd tegen het internationale terrorisme. Dit argument wordt ontkracht door te stellen dat het terrorisme waaronder Israël gebukt gaat een lokaal fenomeen is. Bovendien werkt de militaire steun averechts. De omliggende landen voelen zich bedreigd en beginnen een wapenwedloop, zoals Iran.
- Volgens Amerika is Israël een democratie omringd door dictatoriale regimes. Amerika en Israël hebben dezelfde democratische kernwaarden en Israël moet daarom geholpen worden. Volgens de auteurs is Israël een land dat niet exact dezelfde democratische principes nastreeft als de Amerikanen. Als argument dragen ze hiervoor aan dat er in de Amerikaanse grondwet de gelijkheid van ras, geslacht en geloofsovertuiging is opgenomen. In de Israëlische grondwet is dit niet opgenomen. Ze geven voorbeelden van de Arabische minderheid die in Israël stelselmatig gediscrimineerd wordt. Israël is een land waarin de joodse bevolking meer rechten heeft dan overige delen van de bevolking. Een ander argument is dat Israël zich gewelddadig opstelt naar de omliggende Arabische bevolking. Ze noemen ook dat de joden in het verleden in Europa ernstig gediscrimeerd werden, terwijl dit niet in de Arabische wereld gebeurde.
- Een andere reden voor de steun zijn verscheidene organisaties binnen de VS. Ten eerste zijn er de joodse organisaties met AIPAC als de machtigste organisatie. De organisatie heeft de laatste jaren een ruk naar rechts gemaakt en slaagt er goed in om joden met een andere opvatting monddood te maken. Ten tweede spelen de neoconservatieven een belangrijke rol. Zij geloven in de Amerikaanse hegemonie en vinden dat de democratie met alle mogelijke middelen verspreid moet worden. Zij zien Israël als een democratie te midden van dictaturen. Ten derde spelen de christenzionisten een belangrijke rol. Ze richten zich op het zogenaamde dispensationalisme. Dit is een negentiende-eeuwse gedachte afkomstig uit Engeland. Zij geloven in de wederkomst van Christus. Voor deze wederkomst gaat een aantal signalen vooraf, zoals de terugkeer van het joodse volk naar Palestina. Volgens de auteurs is de macht van de joodse organisaties het grootst, omdat de joodse gemeenschap in Amerika over het algemeen goed opgeleid is en beschikt over meer middelen. Een andere reden is het feit dat andere groepen in de Amerikaanse samenleving zich weinig interesseren voor Israël. De lobby kan zo het argument gebruiken dat de politici de joodse kiezers zullen behouden als ze zich scharen achter hun standpunten en de joodse kiezers zullen verliezen als ze dat niet doen. De politici zijn dan vaak geneigd overstag te gaan, omdat ze op deze manier een segment aan kiezers voor zich kunnen winnen. De auteurs zien de Israëllobby als een lobby vergelijkbaar met een lobby van een andere etnische groepering of als bijvoorbeeld een boerenlobby. Alleen heeft de Israëllobby meer macht.
- De manier van werken van de lobbygroepen: de manier van werken van de lobbygroepen verschilt niet van die van andere groepen. Het AIPAC is echter succesvol mede doordat het over veel geld beschikt en doordat de joodse bevolking trouw naar de stembus gaat en in de belangrijke staten woont als het gaat om de verkiezingen. Dit compenseert het feit dat de joden maar 3% van de Amerikaanse bevolking uitmaken. Wel constateren de auteurs dat de lobby erg actief is in het vergaren van invloed en vinden de manier van werken niet altijd zo netjes.

In het tweede gedeelte wordt uiteengezet waarom deze steun slecht is voor de positie van de VS in de wereld. Ze geven hiervoor de volgende redenen:
- Als de lobby niet actief was geweest had de VS meer eigenbelang en zakelijkheid kunnen laten meespelen als het gaat om hun beleid in het Midden-Oosten.
- Israël moedigt de VS aan om hun beleid in Irak voort te zetten en hebben er voor de Irakoorlog op gehamerd om Irak binnen te vallen. Israël ziet Irak als een grote bedreiging voor hun veiligheid. Het is vreemd dat de VS niet dezelfde mening heeft over een land als Iran of Syrië. Dit land zou de VS ook kunnen zien als een bedreiging voor de stabiliteit in de regio.
- De VS heeft gekozen voor een confrontatiepolitiek richting Syrië, terwijl Syrië vaak handreikingen heeft gedaan naar de VS toe. Deze handreikingen werden door de hardliners afgewezen. Dit heeft er bijvoorbeeld voor gezorgd dat Syrië Hezbollah blijft steunen in Libanon en dat Syrië geen informatie over Al Qaïda meer doorspeelt.
- De harde lijn tegen Iran werd ook ingegeven door de lobby. dit heeft de VS weinig goed gedaan en juist de hardliners van het Iraanse regime in de kaart gespeeld.
- De onvoorwaardelijke steun van de VS voor Israël tijdens de tweede Libanonoorlog in 2006 heeft de VS ook geen goed gedaan. De oorlog was moreel onverantwoord en het regime in Libanon werd juist gesteund door de VS na de eveneens door de VS gesteunde cederrevolutie.

De conclusie van de auteurs is dat het volgen van de lijn van de Israëllobby de buitenlandspolitiek van de VS geen goed heeft gedaan. Ze noemen een aantal oplossingen om ervoor te zorgen dat deze lobby minder macht krijgt en dat is bijvoorbeeld de fondsenwerving voor de verkiezingen minder laten afhangen door particuliere giften en meer door subsidies.

## Ontvangst in Nederland
Het tv-programma Tegenlicht van de VPRO besteedde een aflevering aan het boek. Deze aflevering werd op 2 april 2007 uitgezonden en op 4 april herhaald. De titel was 'De Israëllobby, portret van een groot taboe: de macht van de Israëllobby in de Verenigde Staten. Deze documentaire richt zich voornamelijk op het feit dat dit onderwerp in de VS taboe is verklaard, waardoor critici van de Israëllobby heel erg tegengewerkt worden.
In De Pers van 20 november 2007 zeggen de auteurs beschuldigd te zijn van antisemitisme. De kritiek op het boek die in dit artikel wordt genoemd is dat de auteurs de Israëllobby als enige oorzaak van alle problemen in het Midden-Oosten zien. De columnist van De Pers vindt dat de auteurs te snel de conclusie trekken dat de Israëllobby overal verantwoordelijk voor is. Hij merkt ook op dat lobbygroepen nu eenmaal verweven zitten in het politieke systeem in Amerika.

## Ontvangst in Amerika
In Amerika kwam er zowel kritiek als lof op het boek. Noam Chomsky, taalkundige en publicist, vond dat andere lobbygroepen een veel grotere invloed hebben gehad op het ontstaan van de problemen in het Midden-Oosten, zoals de olielobby en de wapenlobby.
Mark Levine, hoogleraar geschiedenis van het Nabije Oosten, vindt de auteurs slecht geïnformeerd en vindt dat als er al iemand onder deze lobby lijdt dat het de mensen in het Midden-Oosten zelf zijn en niet Amerika. Hij stelt ook dat de enige die blij zijn met dit boek de wapenlobby en de olielobby zijn.
In The New Yorker stond een genuanceerdere recensie. Volgens The New Yorker zijn de auteurs geen racisten en is Israël een factor, maar het is een complex probleem waar meerdere factoren aan ten grondslag liggen. The New Yorker vindt het boek typisch voor onze tijd vol met gepolariseerde standpunten en het boek De Israëllobby is een voorbeeld van zo'n gepolariseerd standpunt.
In The New York Times stond een positieve recensie. Deze recensie richt zich niet zozeer op de analyse van het politieke onderwerp, maar op het feit dat de auteurs het lef hebben gehad een taboe te doorbreken. En de recensent prijst het feit dat de auteurs een taboe-onderwerp aangepakt hebben.